# 打越稲荷山古墳
打越稲荷山古墳（うちごしいなりやまこふん）は、熊本県熊本市北区打越町にある古墳。形状は円墳。熊本県指定史跡に指定されている（指定名称は「稲荷山古墳」）。

## 概要
熊本県北部、坪井川上流西岸の京町台地の東側の打越丘陵上（標高約40メートル）に築造された古墳である。古墳名は墳頂に稲荷の祠があったことに由来する。1947年（昭和22年）に発掘されている（戦後で全国最初の発掘ともいう）。
墳形は円形で、直径約30メートル・高さ7メートルを測る。埋葬施設は横穴式石室で、南方向に開口する。一辺2.9メートルの正方形の玄室に細長い羨道が接続する平面形で、玄室内には石屋形1基と屍床2区を有し、石屋形や屍床の石障などに赤・白・青の顔料による同心円・三角文が描かれる。石室の天井部は大きく破壊されているが、石室内の発掘では銅鏡・金環・玉類・武器・馬具・須恵器・土師器など多数の副葬品が出土している。築造時期は古墳時代後期の6世紀後半頃と推定される。
古墳域は1974年（昭和49年）に熊本県指定史跡に指定されている。現在では覆屋が設置されたうえで保存されているが、墳丘内・石室内への立ち入りは制限されている。

## 遺跡歴
- 1947年（昭和22年）10月10日、熊本語学専門学校（現在の熊本商科大学）学生らによる発掘、副葬品出土[3]。
- 1973年（昭和48年）、古墳保護の覆屋の設置[3]。
- 1974年（昭和49年）3月23日、熊本県指定史跡に指定。

## 埋葬施設
埋葬施設としては横穴式石室が構築されており、南方向に開口する。石室の規模は次の通り。
- 玄室：長さ2.9メートル、幅2.9メートル
- 羨道：長さ2.8メートル、幅約0.8メートル、高さ1.15メートル

石室の石材は安山岩の割石と自然石。ほぼ正方形の玄室に細長い羽子板形の羨道が接続する平面形であるが、発掘時点で石室の天井部は大きく破壊されている。玄室の奥壁には板状自然石による石屋形があり、その手前側には通路を挟んで左右に板石の石障で屍床2区を区画する。
石室内では、石屋形の奥壁・側壁や屍床の石障などに赤・白・青の顔料による同心円・三角形連続文が描かれていたが、現在は薄れている。また石室内は盗掘に遭っているが、石屋形と右屍床から多数の副葬品が出土している。

## 出土品

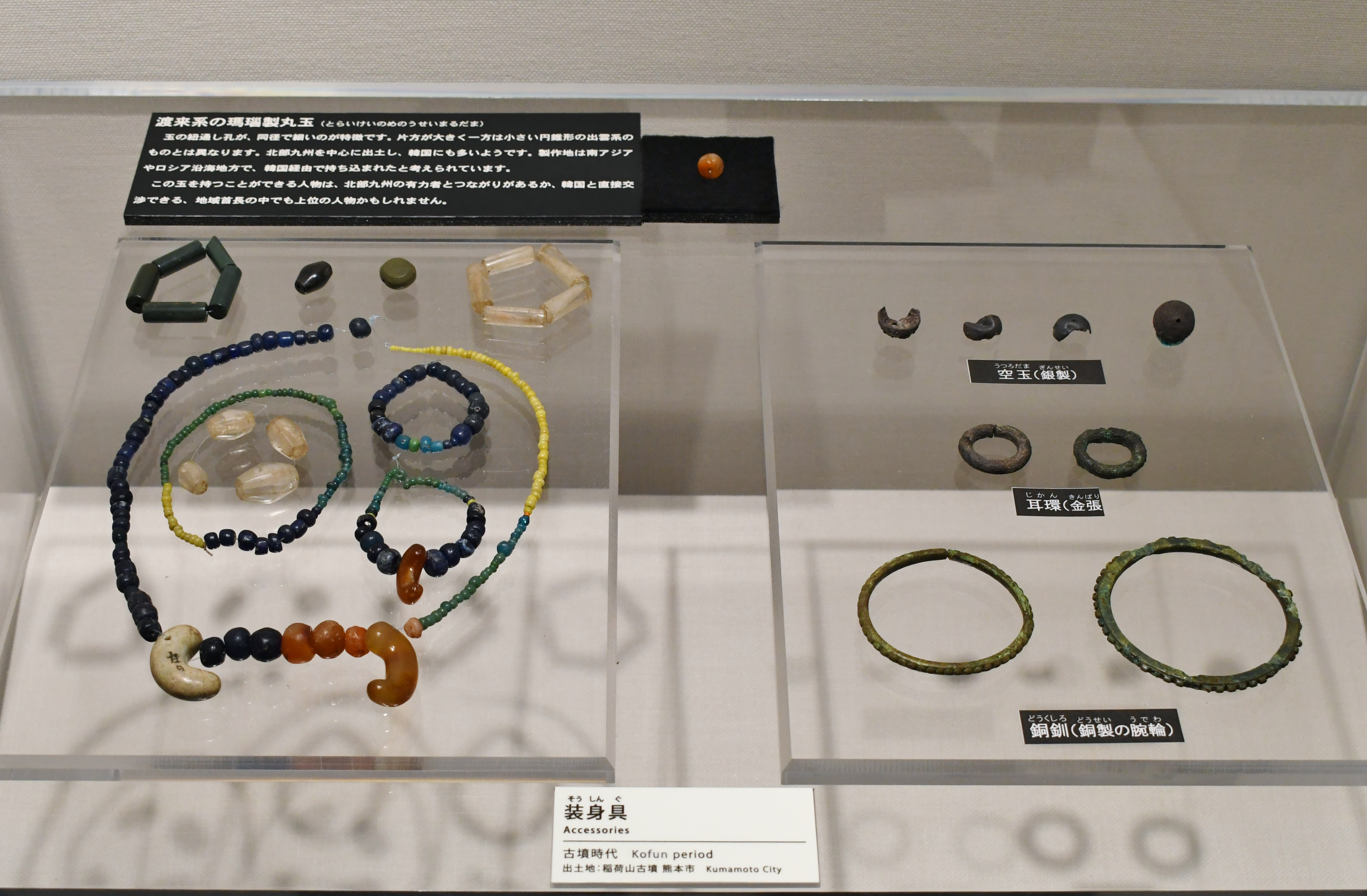
装身具熊本博物館展示（他画像も同様）。

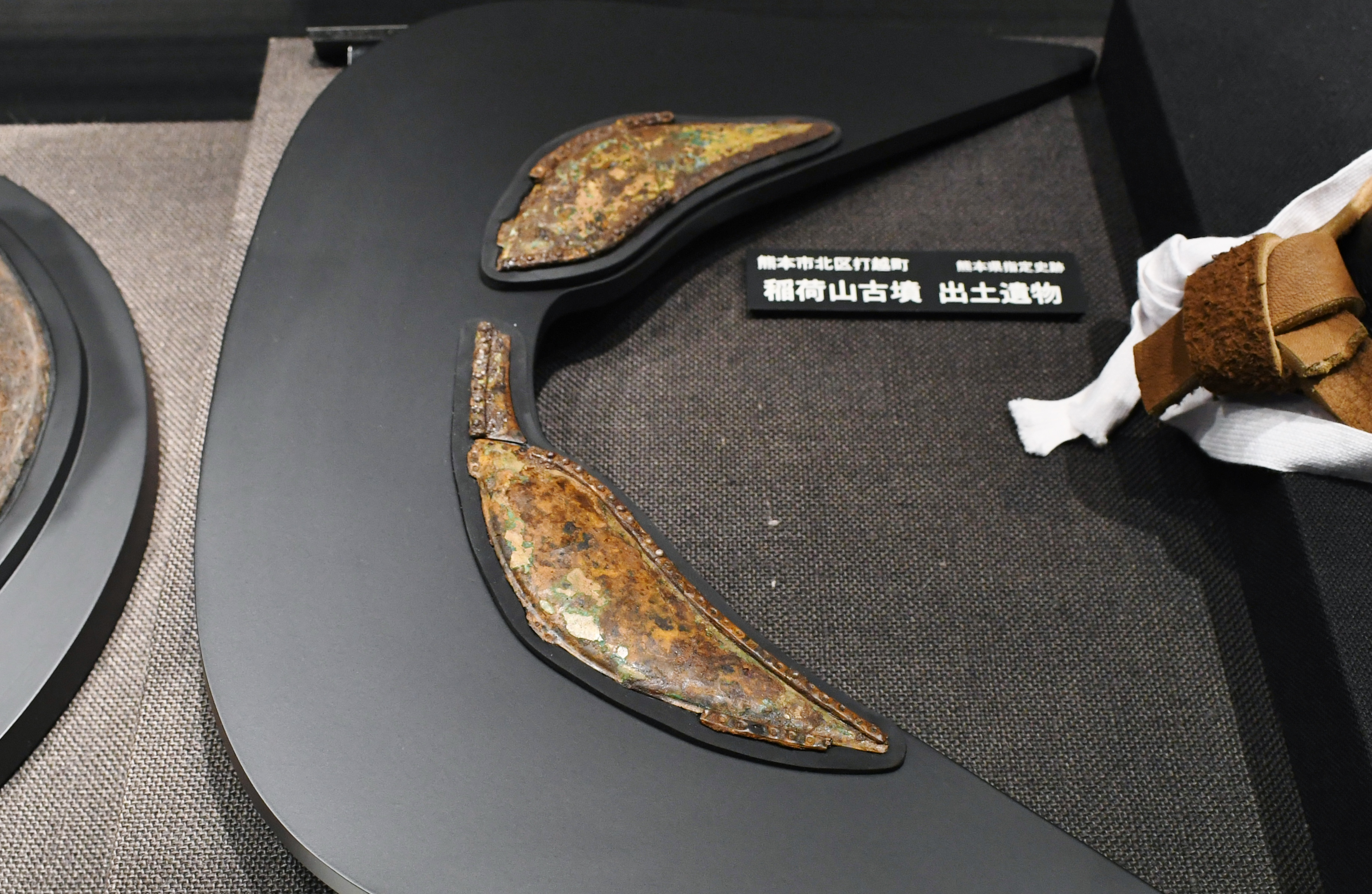
馬具

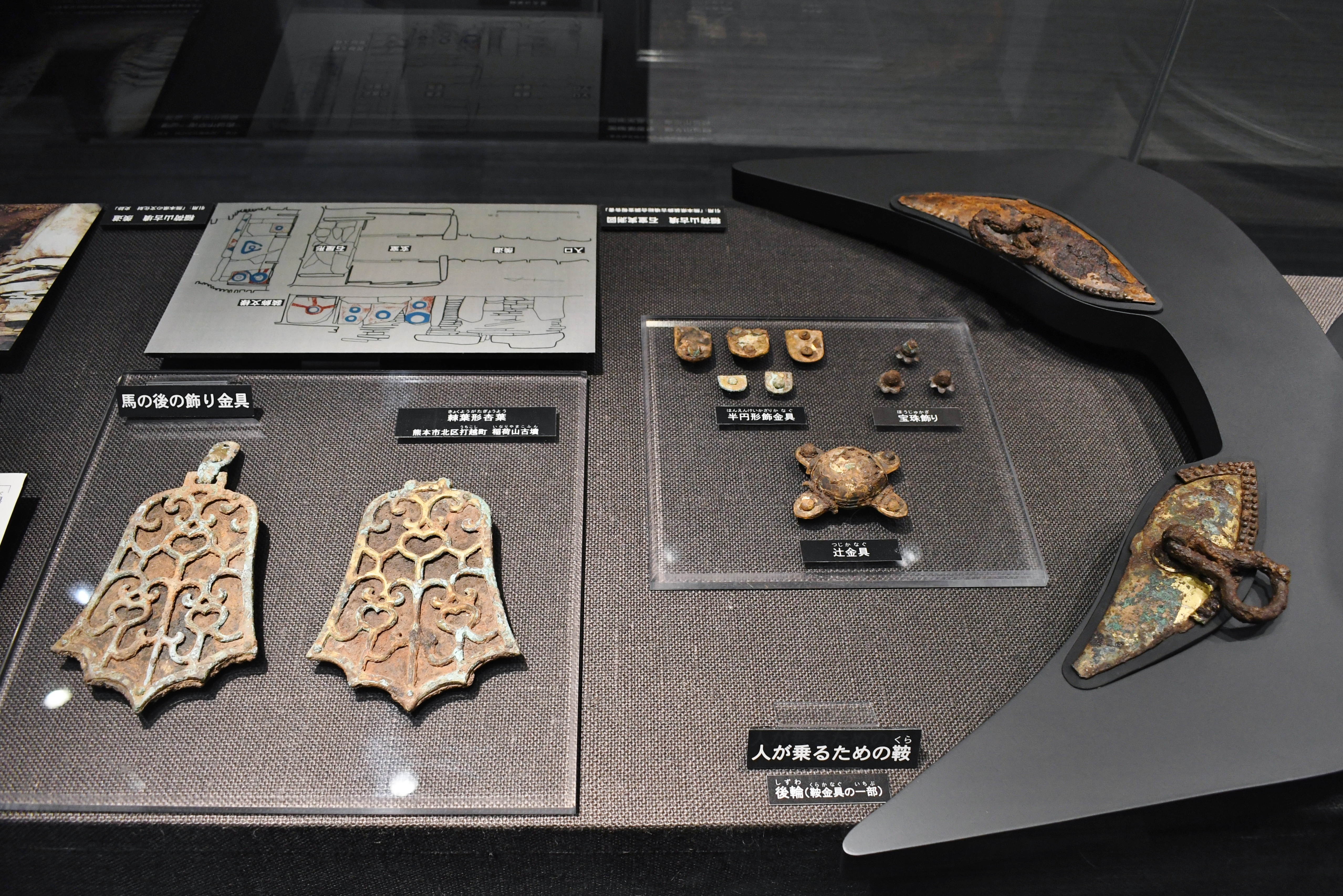
馬具

石室内の発掘で出土した副葬品は次の通り。
- 変形獣帯文鏡 - 直径9.6センチメートル。
- 金環
- 玉類
  - 勾玉
  - 管玉
  - 棗玉
  - 小玉
- 武器
  - 大刀 3
  - 刀装具類
  - 鉄鉾 4
  - 鉄鏃 63
- 馬具
  - 轡
  - 杏葉 2
  - 雲珠 3
- 須恵器
- 土師器

## 文化財

### 熊本県指定文化財
- 史跡
  - 稲荷山古墳 - 1974年（昭和49年）3月23日指定。

## 関連施設
- 熊本博物館（熊本市中央区古京町） - 打越稲荷山古墳の出土品を保管・展示。